# 蛋白石
蛋白石（英语：Opal），音译称歐珀、歐泊，闪山云，是二氧化硅的水合物，成分为SiO2·n H2O，是非晶质结构，无一定外形，断口为贝壳状，主要是二氧化硅的胶体沉淀形成的。歐泊有變彩的為貴歐泊，無變彩的為普通歐泊。
蛋白石的含水量并不固定，一般在3%-10%左右，但也有高达20%的；硬度为5.5-6.5；比重为1.9-2.5；一般为蛋白色，如果有其他原子混入，可以形成各种颜色，例如含铁、钙、镁、铜等，蛋白石一般具有玻璃光泽或蜡状光泽，如果出现色彩光泽随角度变化，则是贵重的宝石，否则只是装饰性石材。
蛋白石的形成是在低温条件下慢慢沉积的，几乎可以在所有岩石中生成，不过一般都是在石灰岩、砂岩和玄武岩中发现。
目前也可以人工合成蛋白石，不过人工合成的密度较低并多孔。
全球95%以上的顶级蛋白石产于澳大利亚，它也被定义为澳大利亚的“国石”，世界上最大的蛋白石產區位於南澳洲庫伯佩地。澳宝蛋白石主要分为三种。出产于新南威尔士省的黑澳宝（black opal）；出产于昆士兰省的铁矿石澳宝 （boulder opal），其中最为罕有的是江达镇（Jundah）出产的管状澳宝（pipe opal）；以及出产于南澳的白／水晶澳宝（white/crystal opal）。

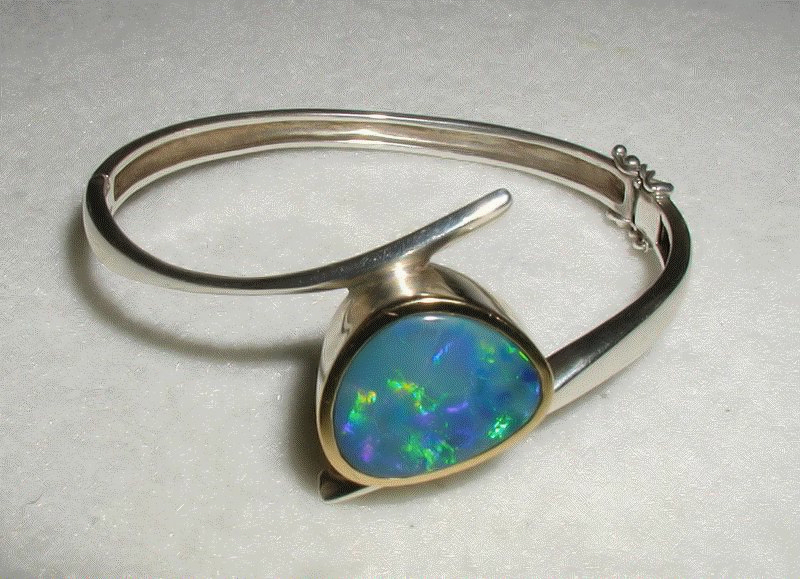
蛋白石装饰的手镯
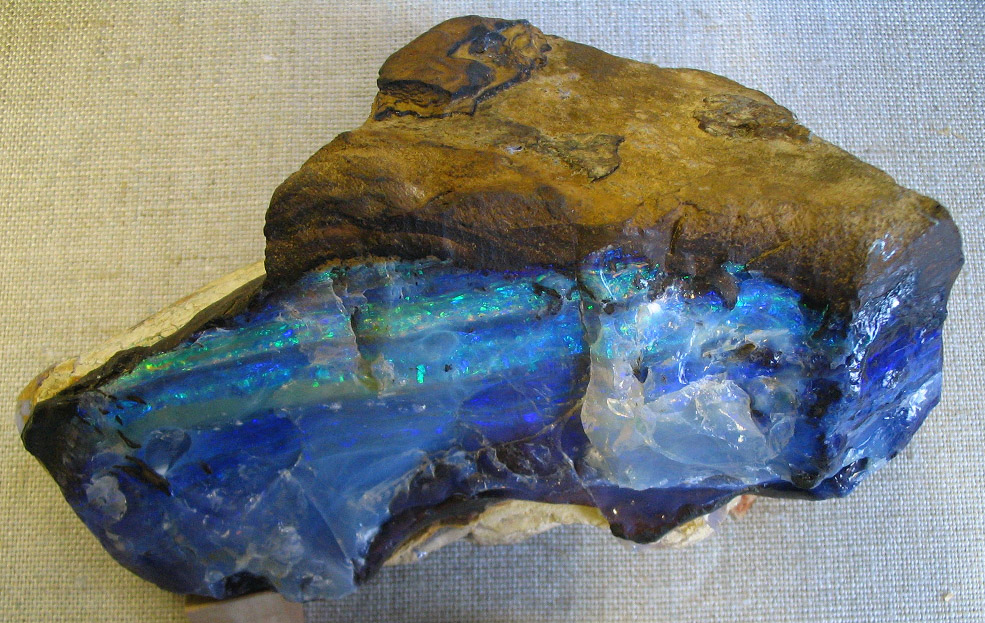
蓝色蛋白石
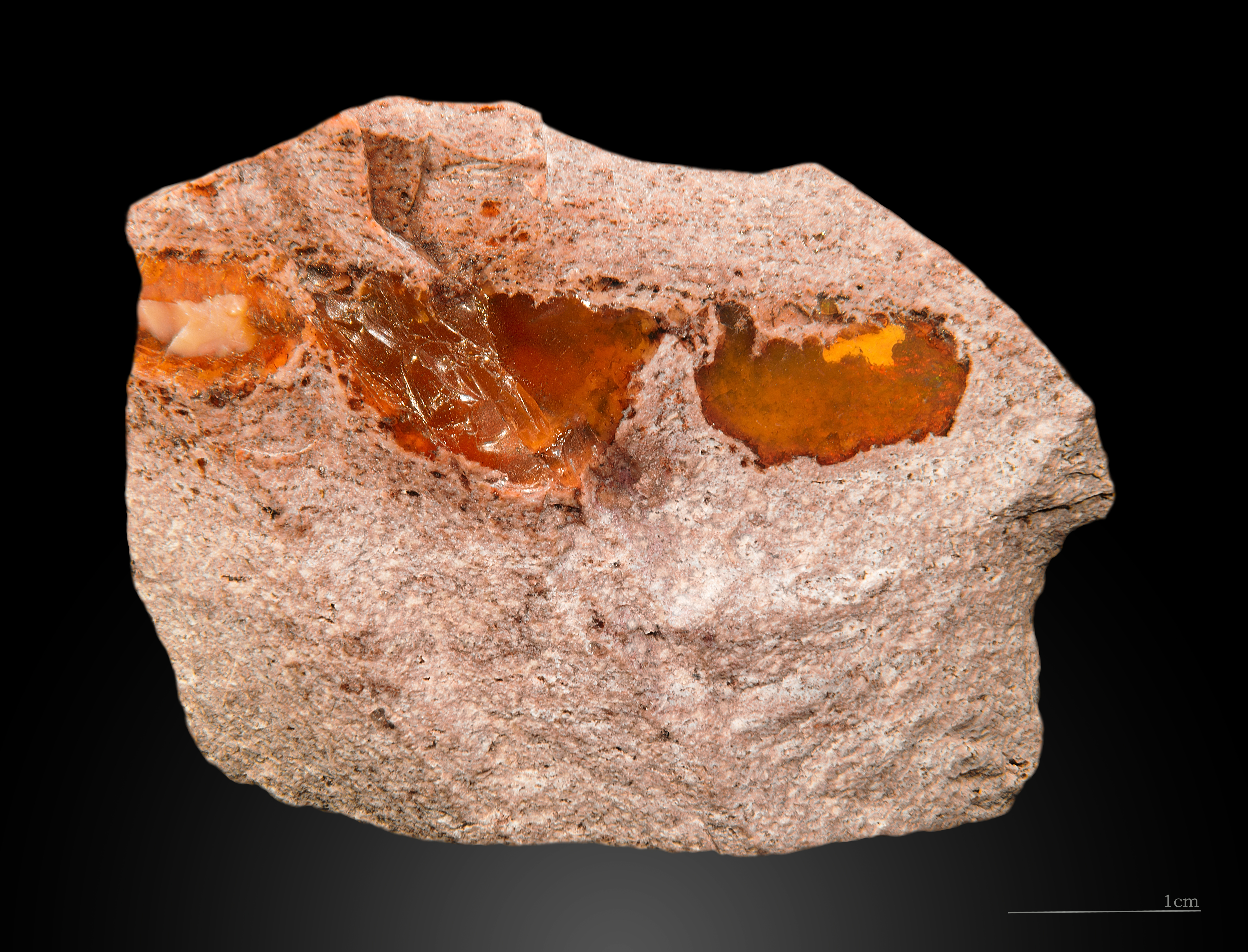
火蛋白石
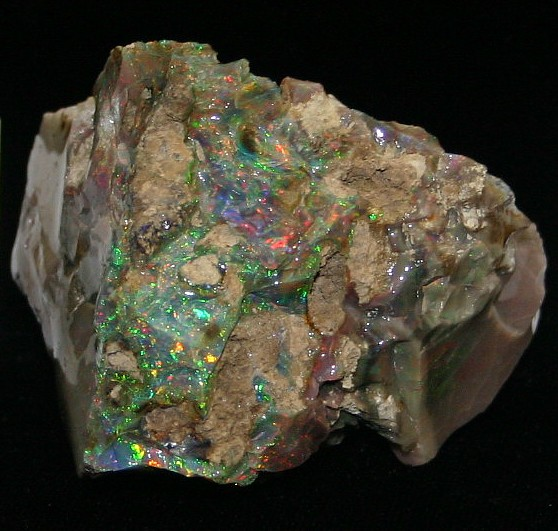
复合色彩的蛋白石原石标本，产自美国内华达州的维尔京山谷（Virgin Valley）

## 文化
澳洲國家女子籃球隊的暱稱Australian Opals正是來自蛋白石。